# Cardiocondyla elegans
Cardiocondyla elegans (лат.) — вид муравьёв рода Cardiocondyla из подсемейства мирмицины. Обитают в западной части палеарктики. Длина буровато-чёрного тела около 3 мм. Гнездятся в земляных муравейниках. В 2021 году у C. elegans  было обнаружено явление сравнимое со сватовством людей: молодых крылатых самок рабочие переносят в чужие неродственные гнёзда (фактически к их бескрылым самцам). Вспомогательный аутбридинг и косвенный выбор самки у C. elegans предполагают неизвестный до сих пор аспект биологии — половой отбор третьей стороны.

## Распространение
Встречается в западной части Палеарктики: южная и восточная Европа (Болгария, Венгрия, Греция, Испания, Италия, Кипр, Франция, Черногория), Кавказ, Турция, Иран.
Обитают в открытых пространствах, на берегах рек, в полупустынях и степях, в песчаной и влажной почве. Указание для других стран требует подтверждения, так как в 2003 году из C. elegans был выделен отдельный таксон Cardiocondyla ulianini (=Cardiocondyla elegans schkaffi).

## Описание

### Морфология
Мелкие муравьи, длина рабочих особей составляет 2—3 мм. Окраска тела рабочих и самок буровато-чёрная, но эргатоидные самцы контрастно желтовато-оранжевые. От близких видов отличается такими признаками как более длинный петиоль, относительно длинное опушение брюшка, крупные глаза. Фронтальные доли и лобная часть сзади от лобных килей тонко продольно микроморщинистые. Фронтальные кили обычно слегка сходятся непосредственно каудальнее уровня прикрепления усиков. Дорсальная область проподеума гладкая, но с небольшими ямками и очень тонкой микрошероховатостью. Боковая часть мезосомы в основном блестящая, но мелко сетчато-морщинистая. Верх стебелька гладкий, с отдельными фрагментами очень тонких микроретикулярных структур. Первый тергит брюшка голый. Проподеальные шипики хорошо развиты, тупые. Узел петиоля шире своей длины. Постпетиолярный стернит с переднемедиальной частью значительно более выпуклой, чем переднепарамедиальная часть; при виде сбоку эта переднемедиальная выпуклость, образующая небольшой тупой закругленный угол и переходящая в хельциум с отчётливым углом. Нижнечелюстные и нижнегубные щупики состоят из 5 и 3 члеников соответственно. Первый тергит брюшка сильно увеличенный, блестящий. Стебелёк между грудкой и брюшком состоит из двух члеников: петиолюса и постпетиолюса (последний четко отделен от брюшка), жало развито, куколки голые (без кокона). Самцы эргатоидные.

### Муравейник
Гнездятся в почвенных муравейниках и под камнями. Наблюдения во Франции показали, что плотность муравейников достигала пяти гнёзд на квадратный метр. В них было в среднем 70 рабочих (от 2 до 318), 46 маток (от 0 до 413) и 3 самцов (от 0 до 19). Раскопки этих 145 колоний выявили присутствие большого количества самок и самцов в одной камере недалеко от входа в гнездо, всего на несколько сантиметров ниже поверхности. Дальнейшие раскопки по вертикали на глубину 1-2 м и диаметром около 40 см вокруг входа в гнездо выявили множество взаимосвязанных камер гнезда, в которых находились в основном рабочие, выводок и одна постоянная матка, но только несколько половых особей.

### Биология
Семьи моногинные, включают одну матку и менее 500 рабочих муравьёв. Спаривание самок и самцов происходит интронидально, то есть внутри муравейника. Как и другие близкие виды всеяден, предпочитает небольших насекомых и сладкие выделения. При фуражировке часто используется тандемный бег. Летом рабочие в одиночку собирают пищу с 8 до 13 часов и снова между 16:00 и 21:00. У рабочих отсутствуют яичники и поэтому они не могут откладывать даже неоплодотворенные яйца.
Микросателлитные маркеры эргатоидных самцов представляют собой динуклеотид-повторы с 4—16 аллелями, а наблюдаемая гетерозиготность колеблется от 0,244 до 0,720.
На муравьях паразитирует энтомопатогенный грибок Myrmicinosporidium durum (отдел хитридиомицеты). Впервые колонии муравьёв этого моногинного вида были обнаружены заражёнными в регионе Лангедок-Руссильон (Южная Франция) в 2015 году. Образцы из гнезда указывают на высокий уровень заражения: во всех исследованных популяциях муравьёв (в 6 из 6, а также в 15 из 42 гнёзд) они были инфицированы грибком. Спорами были заражены все касты и полы (матки, самцы, рабочие). В большинстве случаев споры были ограничены брюшком, но в нескольких случаях они также заражали грудь и голову. Большинство заражённых особей, выращенных в лаборатории, погибли до или во время зимней спячки.
Обнаружено, что Cardiocondyla batesii, близкий родственник C. elegans, никогда не был заражен, хотя жил в районе с другими сильно зараженными видами муравьёв. Причиной такого различия могут быть следующие факторы. Например, колонии C. elegans больше, и, следовательно, больше особей могут добывать корм и/или рыть новые гнездовые камеры в почве и таким образом собирать споры. Более того, особое поведение C. elegans с обменом половыми особями между колониями может способствовать распространению спор между колониями. Наконец, различные механизмы фильтрации пищи в инфрабуккальном кармане муравьёв могут объяснить межвидовые различия в восприимчивости.

#### Размножение
В 2021 году было обнаружено явление сравнимое со сватовством людей: молодых крылатых самок рабочие переносили в чужие неродственные гнёзда (фактически к бескрылым самцам). В ходе полевых наблюдений выявлено участие рабочих в нахождении половых партнёров, в результате чего третья сторона — сиблинги (сёстры рабочие) — способствуют аутбридингу своих сестёр (маток). Рабочие муравья Cardiocondyla elegans переносят молодых крылатых самок из своего родного гнезда на несколько метров (максимально до 14,8 м) и бросают их во вход в гнездо другой, не связанной с ними колонии, чтобы способствовать спариванию и аутбридингу с бескрылыми малоподвижными «эргатоидными» чужими самцами. Эти молодые матки зимуют в гнёздах неродственных колоний, а весной расходятся пешком (самки, даже будучи крылатыми, не совершают полётов для расселения), чтобы основать собственные колонии. Рабочие выбирают определённые колонии-реципиенты, в которые они переносят многочисленных половозрелых особей женского пола.
Рабочие не бросают самок, например, к входу в ближайшее в гнездо, а вместо этого проходили мимо нескольких муравейников по пути к выбранной колонии-реципиенту (среднее значение = 2,3 ± 0,3, n = 57 пар в пяти местах сбора). Более того, в то время как фуражиры Cardiocondyla обычно ищут пищу на извилистых тропинках, рабочие несли своих самок по более или менее прямой линии к колонии-реципиенту, отклоняясь только тогда, когда их заставляли это делать препятствия окружающей среды, такие как камни или густые пучки травы. Рабочие практически не заходили в гнездо колонии-реципиента и всегда возвращались в родную колонию. Относительно высокая средняя степень генетического родства между рабочими-носителями, матками и рабочими исходной колонии указывает на то, что рабочие обычно уносят своих сестёр из общей родовой колонии. Напротив, среднее генетическое родство носителей с колонией-реципиентом было около 0. Это указывает на то, что самок предпочитают транспортировать в колонии, с которым они менее генетически связаны, чем в случайные колонии. Вспомогательный аутбридинг и косвенный выбор самки у муравья C. elegans сравнимы со сватовством людей и предполагают неизвестный до сих пор аспект биологии — половой отбор третьей стороны.

## Систематика

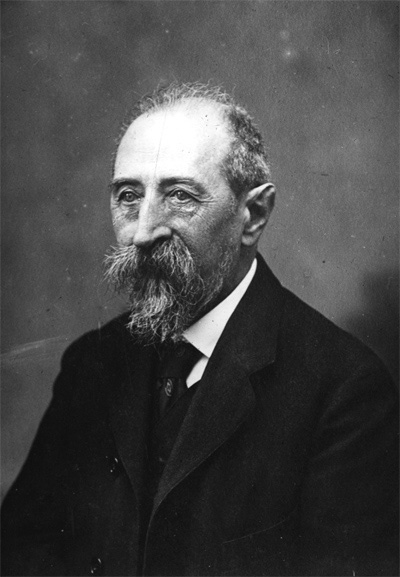
Карл Эмери, впервые описавший Cardiocondyla elegans

Вид был впервые описан в 1869 году итальянским мирмекологом Карлом Эмери (1848—1925) по материалам рабочих и самок из Италии. Эргатоидные самцы были обнаружены полвека спустя . Вместе с видом Cardiocondyla brachyceps включён в состав видовой группы Cardiocondyla elegans, для которой характерны длинный петиоль, длинное опушение, крупные глаза; постпетиолярный стернит в средней части расширен значительно больше, чем в парамедианной части; при виде сбоку эта переднемедиальная выпуклость, образующая небольшой тупо закругленный угол и переходящая в хельциум с отчётливым углом. Вспомогательные признаки группы: плоские и часто двояковыпуклые фовеолы на парамедианной вершине с блестящими промежутками; дорсально мезосома демонстрирует отчётливое метанотальное снижение и выглядит гладкой и блестящей при меньшем увеличении. В 1957 году эргатоидные самцы были приняты за самок социальных паразитов и описаны в качестве отдельного вида Xenometra gallica Bernard, 1957, позднее синонимизированного с C. elegans. Среди синонимов Cardiocondyla elegans несколько бывших подвидов (Cardiocondyla elegans dalmatica Soudek, 1925; Cardiocondyla elegans santschii Forel, 1905). Ранее считавшийся синонимом или подвидом таксон Cardiocondyla elegans uljanini (Афганистан, Казахстан, Кыргызстан, Китай, Туркменистан, Саудовская Аравия) был в 2003 году восстановлен в самостоятельном видовом статусе Cardiocondyla ulianini Emery, 1889 (=Cardiocondyla elegans schkaffi  Arnol'di, 1933 до 2016 года также считался синонимом C. elegans) и поэтому места его нахождения исключены из ареала вида C. elegans. В настоящее время подвиды не выделяют.